# Glyphodes stolalis
Glyphodes stolalis is een vlinder uit de familie van de grasmotten (Crambidae), uit de onderfamilie van de Spilomelinae. De wetenschappelijke naam van deze soort is voor het eerst voorgesteld door Achille Guenée in een publicatie uit 1854.
De spanwijdte bedraagt ongeveer 3 centimeter.

## Verspreiding
De soort komt voor in:
- het Palearctisch gebied (China[2], Japan[3]),
- het Afrotropisch gebied (Gambia, Mali, Liberia, Nigeria[2], Kameroen, Congo-Kinshasa, Oeganda, Kenia, Angola[2], Zimbabwe, Zuid-Afrika, de Comoren, de Seychellen, Madagaskar, Mauritius, Réunion),
- het Oriëntaals gebied (India, Sri Lanka, Bhutan[2], Nepal[4], China (Hainan)[5], Taiwan[6], Myanmar[4], Laos, Thailand[7], de Filipijnen[4], West-Maleisië[4], Singapore[8], Borneo[4],  Indonesië (Sumatra[4], Java[4], Sulawesi))
- het Australaziatisch gebied (Papoea-Nieuw-Guinea[2], Australië[1], de Solomonseilanden[4]).

## Waardplanten
De rups leeft op Ficus benjamina (Moraceae).